# Provincia di Širak
Širak (in armeno Շիրակ?; ) è una provincia (marz) dell'Armenia di circa 281 300 abitanti (2007) che ha come capoluogo Gyumri. La provincia mette insieme i precedenti distretti di Akhuryan, Amasia, Ani, Artik e Ashotsk.
Širak, situata nella parte nord-occidentale del paese, è confinante con la Turchia a ovest e la Georgia a nord.
Nel 1988 questa provincia è stata soggetta ad un fortissimo sisma che ha parzialmente raso al suolo il suo capoluogo. 

## Geografia antropica

### Suddivisioni amministrative
La provincia è suddivisa in 119 comuni, dei quali 3 sono considerate città:
- Gyumri
- Artik
- Maralik
- Aghin
- Aghvorik
- Akhurik
- Akhuryan
- Alvar
- Amasia
- Aniavan
- Anipemza
- Anushavan
- Arapi
- Ardenis
- Aregnadem
- Arevik
- Arevshat
- Arpeni
- Ashotsk
- Aygebats
- Azatan
- Bandivan
- Basen
- Bashgyugh
- Bavra
- Bayandur
- Beniamin
- Bardzrašen
- Byurakn
- Dzirhankov
- Dzorakap
- Dzorashen
- Garnarich
- Geghanist
- Getap
- Getk
- Gharibjanyan
- Ghazanchi
- Goghovit

- Gtashen
- Gusanagyugh
- Harich
- Hartashen
- Hatsik
- Haykadzor
- Haykasar
- Haykavan
- Hayrenyac
- Hoghmik
- Horom
- Hovit
- Hovtashen
- Hovtun
- Hovuni
- Isahakyan
- Jajur
- Jajuravan
- Jradzor
- Jrapi
- Jrarat
- Kakavasar
- Kamo
- Kaps
- Karaberd
- Karmiravan
- Karmrakar
- Karnut
- Keti
- Krasar
- Krashen
- Lanjik
- Lernagyugh
- Lernakert
- Lernut
- Lusaghbyur
- Lusakert
- Maisyan
- Marmashen

- Meghrashat
- Meghrashen
- Mets Mantash
- Mets Sariar
- Mets Sepasar
- Musayelyan
- Nahapetavan
- Nor Kyanq
- Norashen
- Panik
- Pemzashen
- Pokr Mantash
- Pokr Sariar
- Pokr Sepasar
- Pokrashen
- Salut
- Saragyugh
- Sarakap
- Saralanj
- Sarapat
- Saratak
- Sarnaghbyur
- Shaghik
- Shirak
- Shirakavan
- Sizavet
- Spandaryan
- Tavshut
- Torusgyugh
- Tsaghkut
- Tsoghamarg
- Tufashen
- Vahramaberd
- Vardaghbyur
- Vardakar
- Voghchi
- Voskehask
- Yerazgavors
- Zarishat
- Zotakert
- Zuygaghbyur